# Storyful
Storyful ist ein irischer Redaktionsdienstleister aus Dublin, der sich auf Nachrichten aus sozialen Netzwerken spezialisiert hat. Storyful filtert, analysiert und verifiziert Beiträge, Fotos und Videos aus sozialen Medien. Zu den Kunden gehören unter anderem ABC News, Bloomberg, Reuters und die New York Times. Der Gründer Mark Little bezeichnet Storyful als die erste Nachrichtenagentur für soziale Medien.

## Unternehmensgeschichte
Am 12. April 2010 startete Storyful sein Geschäft. Im Dezember 2013 kaufte das Medienhaus News Corporation des Milliardärs Rupert Murdoch Storyful für 25 Millionen US-Dollar. Geschäftsführer des Unternehmens ist Rahul Chopra, der bei News Corporation ebenfalls für die Videosparte zuständig ist. Gründer Mark Little war auch nach dem Verkauf zunächst weiter als Direktor für Innovation bei Storyful tätig, hat die Firma aber im Jahr 2015 verlassen. Storyful hat Büros in Dublin, New York, Los Angeles, London und Sydney.

## Kooperationen
Mit den Diensten YouTube und Facebook ist Storyful Partnerschaften eingegangen. Im April 2014 hat Facebook seinen Dienst FB Newswire vorgestellt. Zusammen mit Storyful will Facebook nachrichtenrelevante Inhalte aus dem sozialen Netzwerk anbieten.
Seit dem 18. Juni 2015 verifiziert Storyful außerdem bei Youtube Newswire Videos, die Augenzeugen bei Protesten oder sonstigen relevanten Ereignissen aufgenommen haben.